# Sengon (Ngambon)
Sengon is een bestuurslaag in het regentschap Bojonegoro van de provincie Oost-Java, Indonesië. Sengon telt 2829 inwoners (volkstelling 2010).